# 5月26日
5月26日（ごがつにじゅうろくにち）は、グレゴリオ暦で年始から146日目（閏年では147日目）にあたり、年末まではあと219日ある。

## できごと

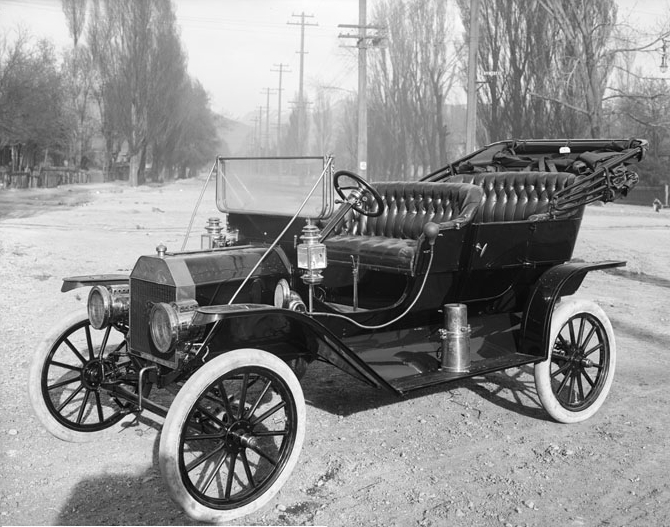
フォード・モデルT生産終了(1927)

- 599年（推古天皇7年4月27日） - 『日本書紀』に日本最古の地震による被害状況の記録。（推古地震）
- 752年（天平勝宝4年4月9日） - 東大寺盧舎那仏像の開眼供養。
- 946年 - イングランド王エドマンド1世が暗殺され、エドマンドの弟エドレッドがイングランド王に就任した。
- 1135年 - アルフォンソ7世が「全ヒスパニアの皇帝（英語版）」として戴冠。
- 1253年（建長5年4月28日） - 日蓮が安房国小湊浦の清澄山山頂で集まった大衆に初めて法華の教えを説く。（立教開宗）
- 1326年（嘉暦元年4月24日） - 北条守時が鎌倉幕府第16代執権に就任。
- 1600年（慶長5年4月14日） - 直江兼続が徳川家康の非を問い糾す書簡（直江状）を送付。
- 1701年（元禄14年4月19日） - 赤穂事件: 浅野家断絶のため、赤穂城が幕府に明け渡し。
- 1736年 - チカソー戦争: アキアの戦い。
- 1762年 - ビュート伯ジョン・ステュアートがイギリスの7代首相に就任。
- 1805年 - ナポレオン・ボナパルトがイタリア王として戴冠。
- 1828年 - ドイツ・ニュルンベルクで、16歳まで牢獄に閉じ込められていたカスパー・ハウザーが発見・保護される。
- 1867年（慶応3年4月23日） - いろは丸沈没事故。
- 1896年（ユリウス暦5月14日） - ロシア皇帝ニコライ2世が戴冠。
- 1896年 - チャールズ・ダウが初のダウ平均株価を発表。
- 1897年 - ブラム・ストーカーの小説『吸血鬼ドラキュラ』が発刊される。
- 1916年 - 朝日新聞で夏目漱石最後の作品『明暗』が連載開始。
- 1918年 - グルジア民主共和国が独立を宣言。
- 1923年 - 第1回ル・マン24時間レースが開催。
- 1924年 - カルビン・クーリッジアメリカ合衆国大統領が排日移民法に署名。
- 1927年 - フォード・モデルTの生産が終了。
- 1927年 - アルコス事件: イギリスとソビエト連邦が断交。
- 1932年 - 日本で齋藤實が第30代内閣総理大臣に就任し、齋藤内閣が発足。
- 1933年 - 鳩山一郎文部大臣が滝川幸辰京都大学法学部教授を自由主義思想を理由に強制免官、教授団と学生による抵抗運動に発展。（滝川事件）
- 1937年 - 双葉山定次が第35代横綱に昇進。
- 1940年 - 第二次世界大戦: ダンケルクの戦いが始まる。
- 1941年 - 日本初の国産オートジャイロ「カ号観測機」が初飛行。
- 1942年 - 日本文学報国会設立。
- 1942年 - 第二次世界大戦: ビル・ハケイムの戦いが始まる。
- 1959年 - IOC総会で1964年のオリンピックの開催地が東京に決定。
- 1960年 - 安保闘争: 安保改定阻止国民会議が全国で統一行動、国会議事堂周辺で17万人を超す請願デモ。
- 1963年 - 横綱・大鵬が大相撲史上初の6場所連続優勝。
- 1966年 - ガイアナがイギリスから独立。
- 1969年 - 東名高速道路が全区間開通し、東京 - 西宮536kmが高速道路で繋がる。
- 1969年 - 月を周回したアメリカの有人宇宙船「アポロ10号」が地球に帰還。
- 1971年 - オーストリアと中華人民共和国が外交関係を樹立。
- 1972年 - ニクソン米大統領とブレジネフ・ソ連書記長がモスクワで「第一次戦略兵器制限交渉」（SALT I）および「弾道弾迎撃ミサイル制限条約」に調印。
- 1980年 - 明日香村特別措置法公布・施行。
- 1983年 - 日本海中部地震発生。
- 1986年 - 欧州共同体 (EC) が欧州旗をそのシンボルとして採用。
- 1990年 - 東京都板橋区の第一化成工業の工場で爆発事故。死者8人。
- 1991年 - ラウダ航空004便墜落事故。
- 1991年 - ズヴィアド・ガムサフルディアが初代グルジア大統領に選出。
- 2003年 - 三陸南地震発生。
- 2008年 - 三浦雄一郎が75歳7か月の史上最年長でエベレストに登頂。
- 2011年 - ユネスコの「世界の記憶」に、山本作兵衛作の「筑豊炭鉱画」（絵画と日記の計697点）が登録決定。日本で初めての登録。
- 2012年 - 竹内洋岳がヒマラヤ山脈のダウラギリに登頂し、日本人としてはじめてヒマラヤ山脈の8000メートル級の山14峰をすべて登頂[1]。
- 2019年 - 北海道道東地方で5月としては異例の記録的酷暑となり、佐呂間で39.5度、帯広で38.8度など道東各地で5月の歴代最高気温を大きく上回る記録した（佐呂間における39.5度は、日本全国で見ても5月における歴代最高気温記録も更新するものだった）。

## 誕生日

### 人物

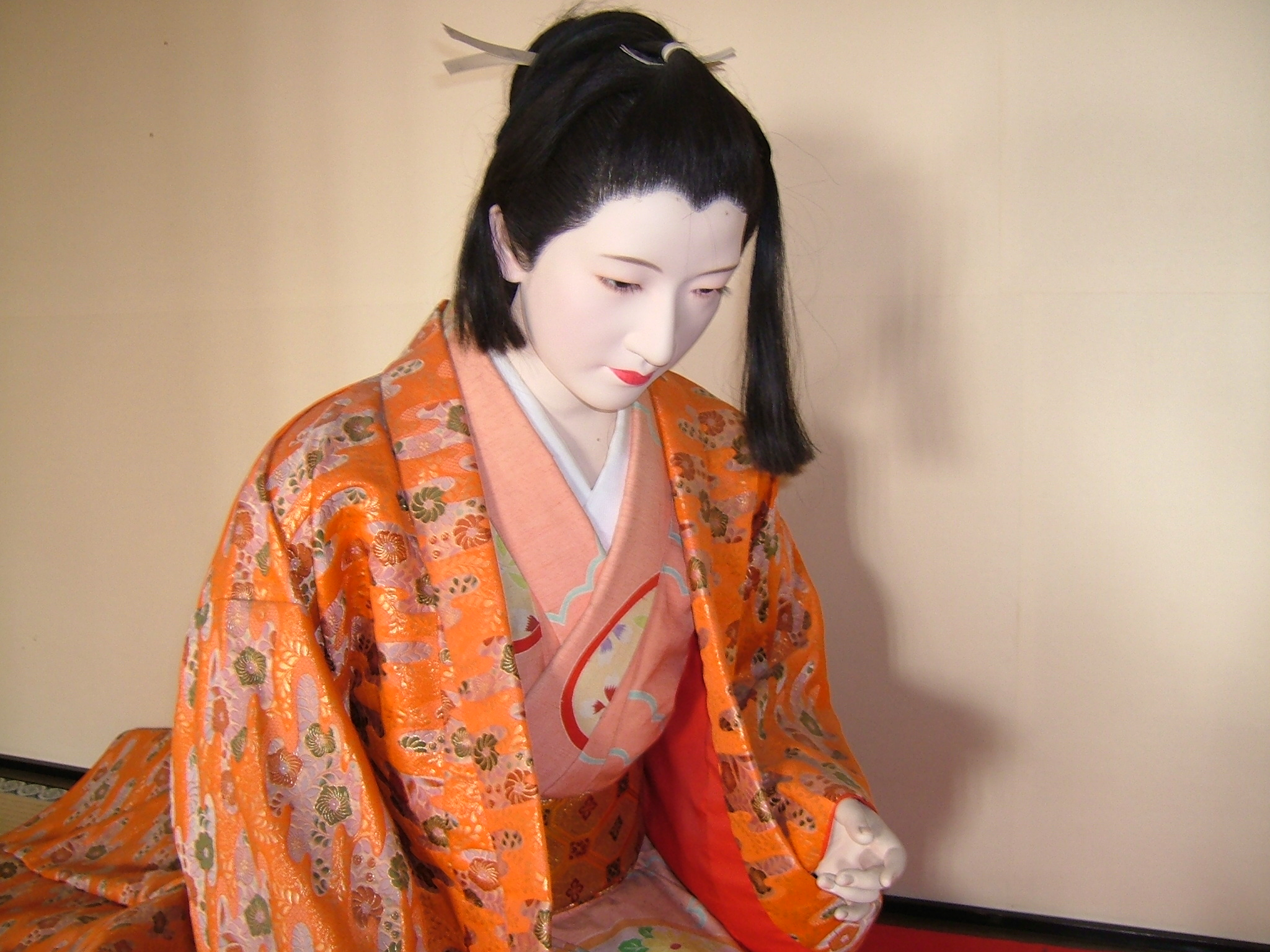
豊臣秀頼・本多忠刻の正室、千姫(1597-1666)誕生。画像は姫路城にある千姫の人形

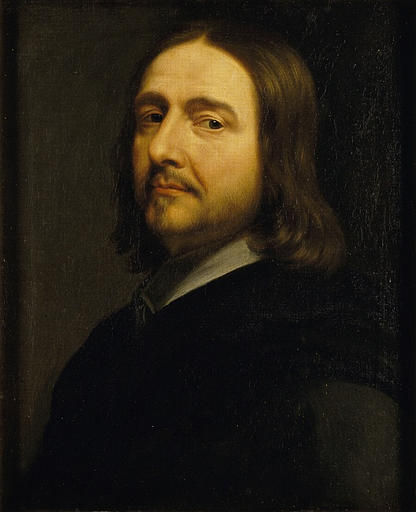
バロックの画家フィリップ・ド・シャンパーニュ(1602-1674)誕生。画像は自画像。

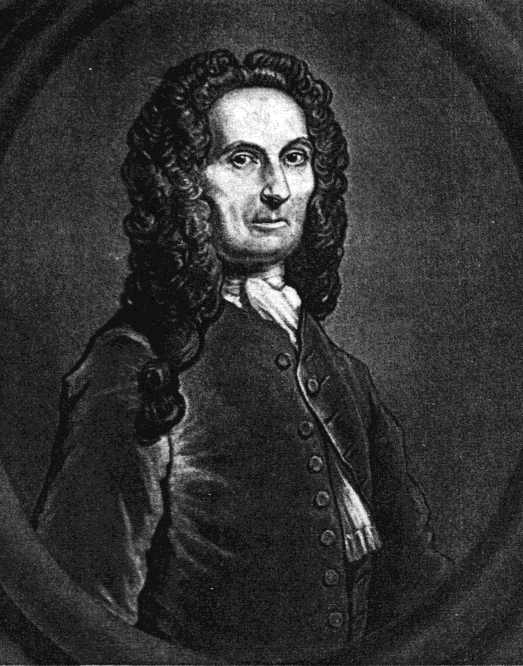
ド・モアブルの定理を証明した数学者、アブラーム・ド・モアブル(1667-1754)誕生。

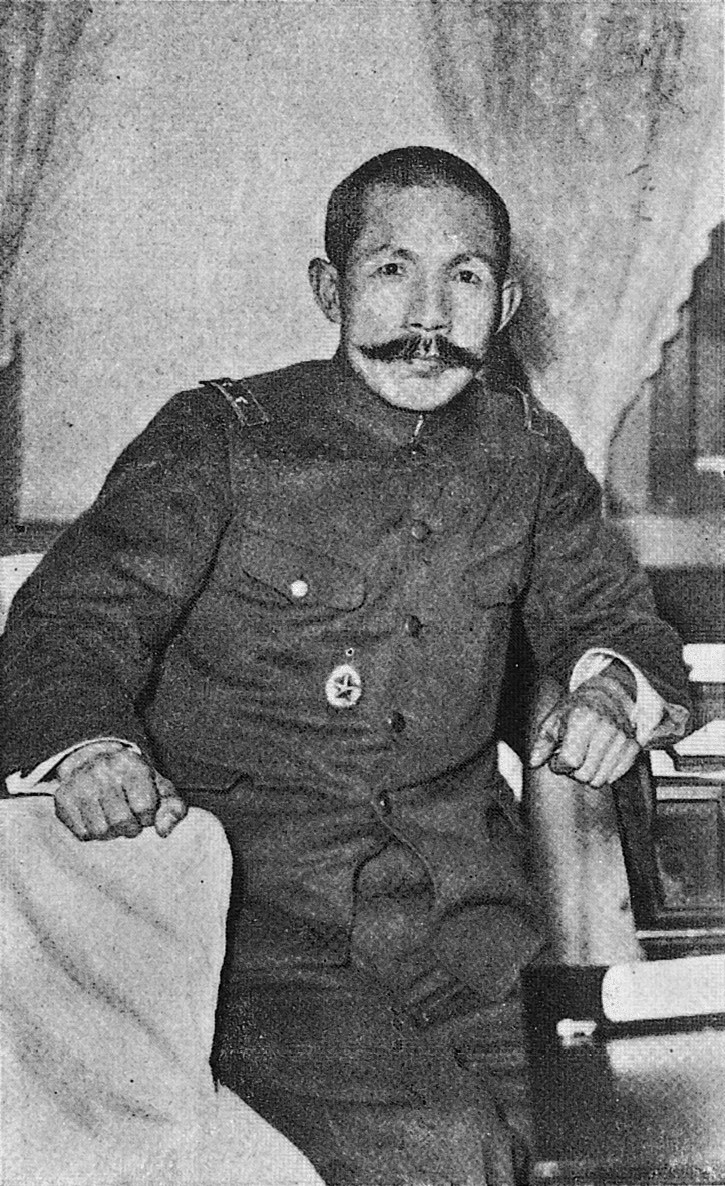
皇道派の陸軍軍人、荒木貞夫(1877-1966)誕生。

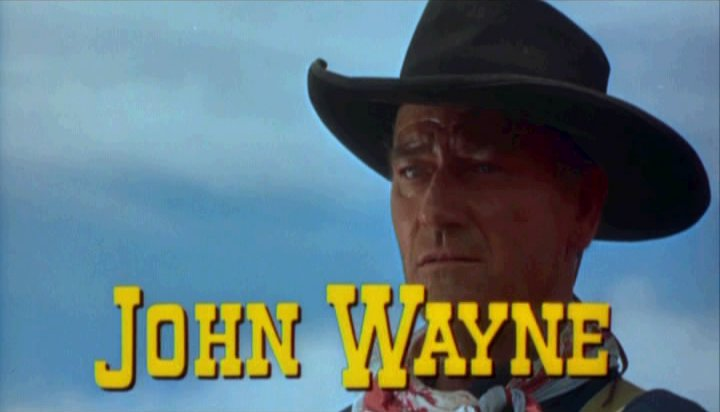
俳優ジョン・ウェイン(1907-1979)誕生。画像は映画『捜索者』(1956)

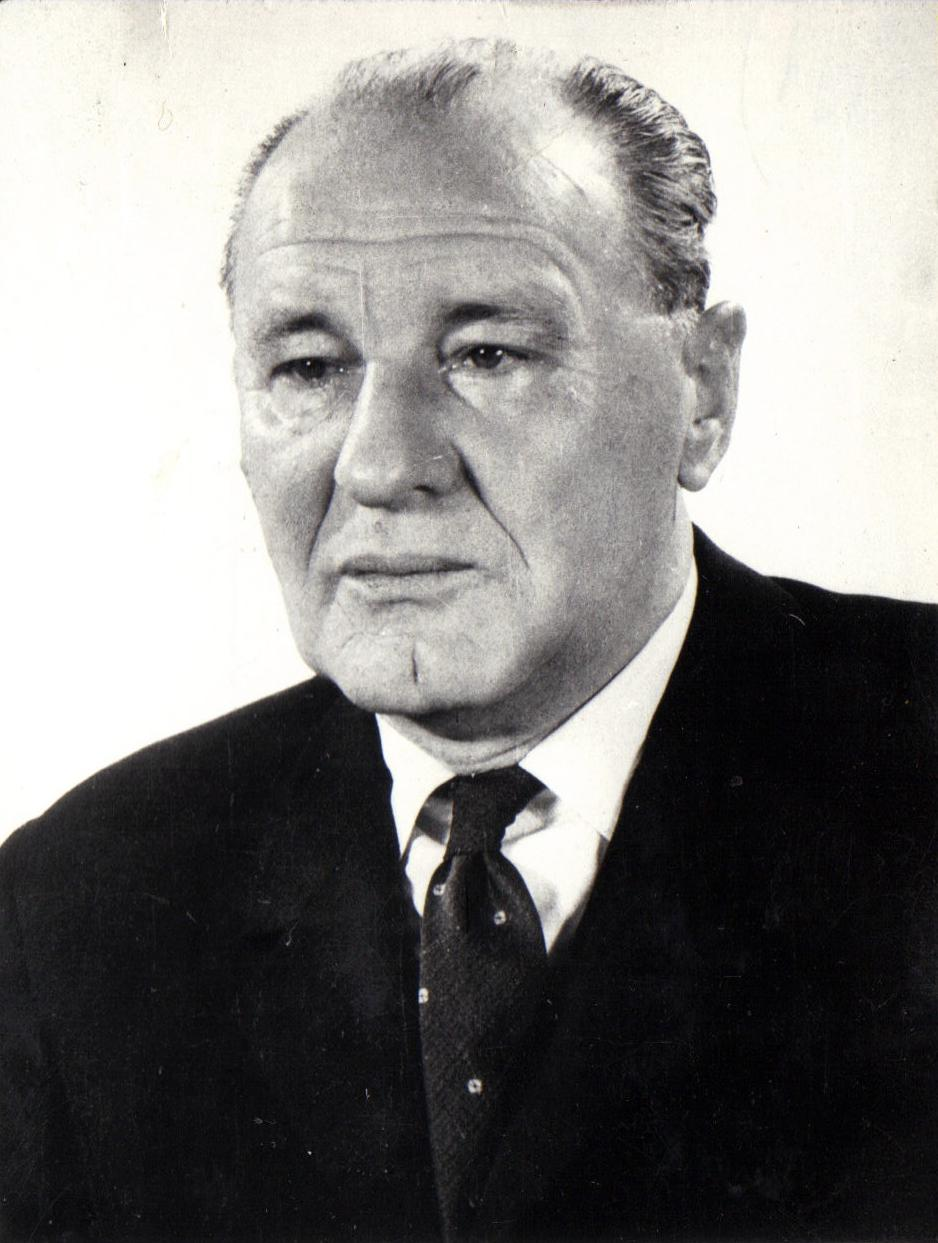
ハンガリーの首相カーダール・ヤーノシュ(1912-1989)誕生。

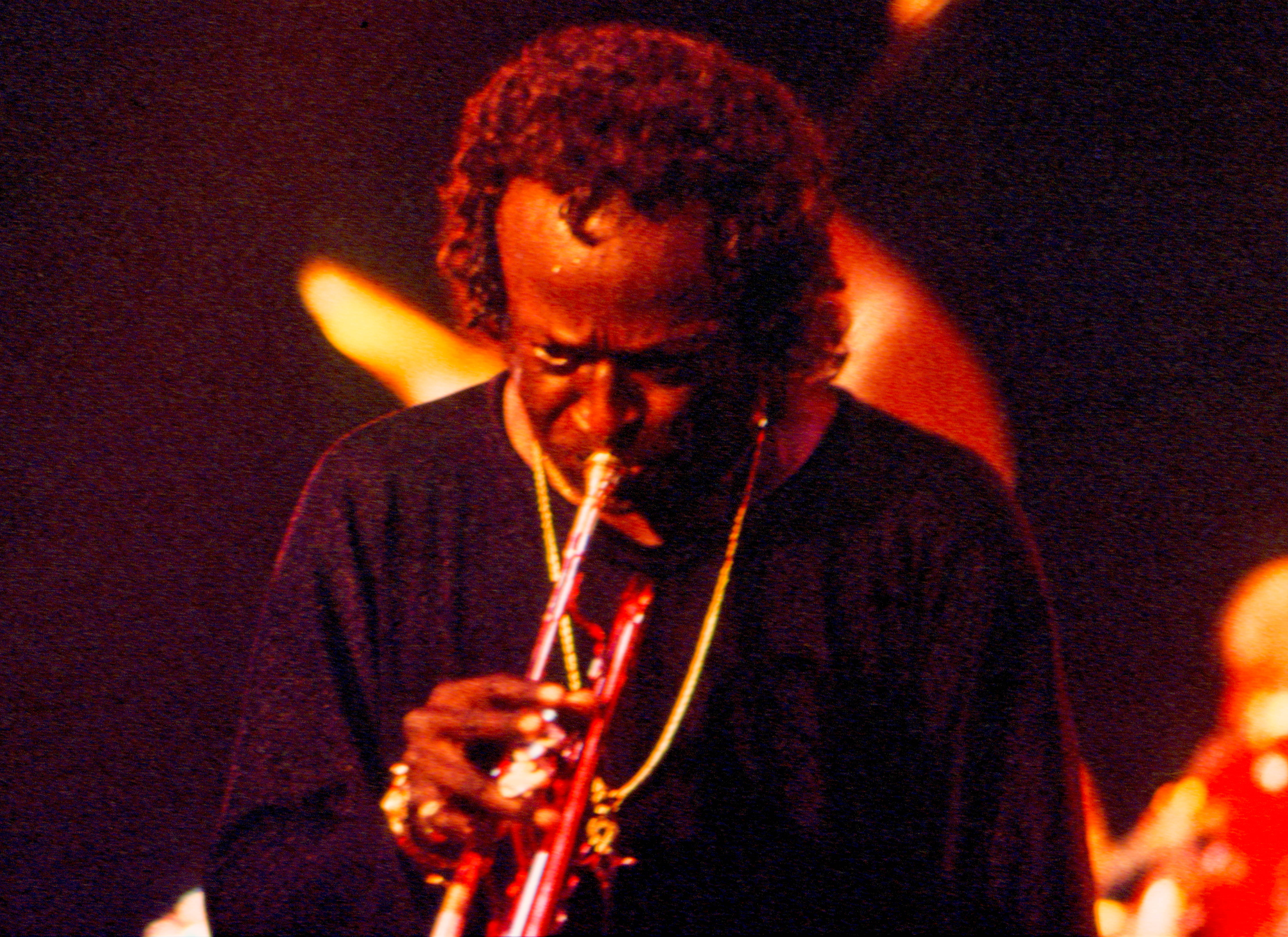
モダン・ジャズの帝王マイルス・デイヴィス(1926-1991)誕生。

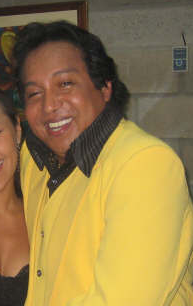
歌手ディオメデス・ディアス（1957-2013）誕生。カリブ海地方の民謡バジェナートの史上最大のレコードセラー。

- 1264年（文永元年4月29日） - 惟康親王、鎌倉幕府7代将軍（+ 1326年）
- 1566年 - メフメト3世、オスマン帝国第13代皇帝（+ 1613年）
- 1597年（慶長2年4月11日） - 千姫[注 1]、徳川秀忠の娘、豊臣秀頼の正室（+ 1666年）
- 1602年 - フィリップ・ド・シャンパーニュ、画家（+ 1674年）
- 1650年 - ジョン・チャーチル、イギリスの軍人（+ 1722年）
- 1667年 - アブラーム・ド・モアブル、数学者（+ 1754年）
- 1783年（天明3年4月26日） - 村田清風、長州藩士（+ 1855年）
- 1787年（天明7年4月10日） - 久留島通嘉、豊後国森藩8代藩主（+ 1846年）
- 1822年 - エドモン・ド・ゴンクール、作家、美術評論家（+ 1896年）
- 1863年 - ボブ・フィッシモンズ、プロボクサー（+ 1917年）
- 1865年 - ロバート・W・チェンバース、小説家（+ 1933年）
- 1867年 - メアリー・オブ・テック、イギリス王妃（+ 1953年）
- 1872年（明治5年4月20日）- 三角錫子、教育者、トキワ松学園創立者（+ 1921年）
- 1877年 - 荒木貞夫、日本陸軍大将（+ 1966年）
- 1877年 - イサドラ・ダンカン、ダンサー（+ 1927年）
- 1880年 - 渡部康三、コルネット奏者、オペラ企画者、実業家（+ 1952年）
- 1885年 - 牧野良三、政治家、第8代法務大臣（+ 1961年）
- 1886年 - 呂運亨、韓国の独立運動家（+ 1947年）
- 1886年 - アル・ジョルソン、歌手（+ 1950年）
- 1890年 - サムイル・フェインベルク、ピアニスト、作曲家（+ 1962年）
- 1895年 - 谷川徹三、哲学者（+ 1989年）
- 1895年 - ドロシア・ラング、写真家（+ 1965年）
- 1904年 - ヴラド・ペルルミュテール、ピアニスト（+ 2002年）
- 1905年 - 加藤楸邨、俳人（+ 1994年）
- 1905年 - 道城重太郎、牧師、日本イエス・キリスト教団第2代目委員長（+ 1980年）
- 1906年 - 鈴木平三郎、政治家、医師、元東京都三鷹市長（+ 1984年）
- 1907年 - ジョン・ウェイン、俳優（+ 1979年）
- 1908年 - 三坂耿一郎、彫刻家（+ 1995年）
- 1909年 - マット・バスビー、元サッカー選手、指導者（+ 1994年）
- 1911年 - ベルンハルト・カッツ、生理学者（+ 2003年）
- 1912年 - カーダール・ヤーノシュ、ハンガリーの指導者（+ 1989年）
- 1913年 - ピーター・カッシング、俳優（+ 1994年）
- 1918年 - 玉井栄、元プロ野球選手（+ 1953年）
- 1919年 - 杉山龍丸、インドの緑の父（+ 1987年）
- 1920年 - ペギー・リー、歌手、女優（+ 2002年）
- 1922年 - 大河原太一郎、政治家（+ 2017年）
- 1923年 - 石毛善衛、元騎手、調教師（+2014年）
- 1925年 - 萩原哲晶、作曲家（+ 1984年）
- 1926年 - マイルス・デイヴィス、ジャズのトランペット奏者（+ 1991年）
- 1928年 - 西田昭市、俳優、声優（+ 1990年）
- 1930年 - 遠山一、声楽家（ダークダックス）（+ 2023年）
- 1931年 - 関登美雄、俳優
- 1933年 - 砂田弘、児童文学作家（+ 2008年）
- 1934年 - 東海林のり子、レポーター、アナウンサー
- 1934年 - 丁銀隆、元プロ野球選手
- 1934年 - 井上登、元プロ野球選手（+ 2012年）
- 1936年 - ヤンスク・カヒッゼ、指揮者（+ 2002年）
- 1937年 - 鎌田吉三郎、俳優、声優
- 1937年 - モンキー・パンチ、漫画家（+ 2019年）
- 1940年 - 鈴木宏昌、ジャズピアニスト（+2001年）
- 1941年 - 徳丸完、声優（+ 2011年）
- 1945年 - 鹿内宏明、実業家
- 1947年 - ダレル・エバンス、元プロ野球選手
- 1948年 - 高橋文博、倫理学者、岡山大学名誉教授
- 1948年 - 黛ジュン、歌手
- 1948年 - 出口栄太郎、プロゴルファー
- 1948年 - スティーヴィー・ニックス、ミュージシャン（フリートウッド・マック）
- 1949年 - パム・グリア、女優
- 1949年 - フィリップ・マイケル・トーマス、俳優
- 1949年 - ウォード・カニンガム、プログラマ
- 1949年 - 須貝四郎、元騎手、競馬評論家（+ 1994年）
- 1950年 - 達純一、元俳優
- 1951年 - 森大河、俳優（+ 没年不詳）
- 1952年 - 快楽亭ブラック (2代目)、落語家
- 1952年 - 一柳忍、キャンディアーティスト
- 1952年 - 三景啓司、元俳優
- 1954年 - 篠崎和子、植物学者
- 1955年 - 森本正治、料理人
- 1955年 - 堰八義博、銀行家
- 1957年 - ディオメデス・ディアス、歌手（+ 2013年）
- 1958年 - 近藤昭一、政治家
- 1958年 - 藤田素子、漫画家
- 1959年 - 橋本晶子、女優
- 1959年 - トミーズ健、お笑いタレント
- 1959年 - 荻野真、漫画家 （+ 2019年）
- 1960年 - 石原慎一、俳優、声優、歌手
- 1961年 - 三池敏夫、美術監督
- 1962年 - 長谷川国利、元プロ野球選手
- 1963年 - 古海五月、元バスケットボール選手
- 1964年 - 西川隆宏、ミュージシャン（元DREAMS COME TRUE）
- 1964年 - レニー・クラヴィッツ、ミュージシャン
- 1964年 - 本間立彦、元プロ野球選手
- 1964年 - ウィリー・フレーザー、元プロ野球選手
- 1965年 - ワレンティナ・オギエンコ、バレーボール選手
- 1966年 - ヘレナ・ボナム＝カーター、女優
- 1966年 - 東地宏樹、俳優、声優
- 1967年 - 高橋靖子、タレント、女優
- 1967年 - 福山憲三、歌手
- 1967年 - 安田秀之、元プロ野球選手
- 1967年 - 福澤洋一、元プロ野球選手
- 1967年 - 山本美香、ジャーナリスト（+ 2012年）
- 1968年 - 岩井由紀子、タレント
- 1968年 - 田島都、元タレント
- 1968年 - 有隅昭二、元プロ野球選手、プロ野球審判
- 1970年 - 和月伸宏、漫画家
- 1970年 - 大和さくら、元演歌歌手
- 1970年 - 黒田剛、サッカー監督
- 1970年 - アレックス・ガーランド、映画監督、脚本家、小説家
- 1971年 - 木佐彩子、アナウンサー
- 1971年 - TAKURO、ミュージシャン（GLAY）
- 1971年 - 森下由輝、元陸上競技選手
- 1972年 - ゾルタン・サボ、元サッカー選手、指導者（+ 2020年）
- 1973年 - クリス・レイサム、元プロ野球選手
- 1974年 - 岡安譲、アナウンサー
- 1974年 - 天野こずえ、漫画家
- 1974年 - 清水千曲、元プロ野球選手
- 1975年 - ローリン・ヒル、歌手
- 1975年 - つるの剛士、俳優、歌手
- 1976年 - 櫻井幸博、元プロ野球選手
- 1976年 - ヨニ・グッドマン、アニメーター
- 1977年 - 伊東美咲、女優
- 1977年 - 菊池美里、女優
- 1977年 - 芳東洋、大相撲力士
- 1977年 - ルカ・トーニ、元サッカー選手
- 1979年 - 五味涼子、スタントウーマン
- 1979年 - あやまん監督、エンターテインメント集団（あやまんJAPAN）
- 1979年 - 天瀬まゆ、声優、ナレーター
- 1979年 - ばってん多摩川、プロレスラー
- 1980年 - 相磯舞、アナウンサー
- 1981年 - 橋本和芳、アナウンサー
- 1981年 - アイザック・スレイド、ミュージシャン、ピアニスト（ザ・フレイ）
- 1982年 - 前野智昭、声優
- 1982年 - 成瀬朱美、雀士
- 1982年 - ナタリア・ロマニウタ、フィギュアスケート選手
- 1982年 - 松金ようこ、元グラビアアイドル
- 1982年 - 片岡洋介、元サッカー選手
- 1983年 - 野口大介、バスケットボール選手
- 1983年 - 渡部若菜、元舞台女優
- 1983年 - 蔡英峰、元プロ野球選手
- 1983年 - 竹下哲史、元プロ野球選手
- 1984年 - 二宮直輝、NHKアナウンサー
- 1984年 - 吉長美鈴、元芸人、元ローカルタレント
- 1986年 - 小平奈緒、元スピードスケート選手
- 1990年 - 石川駿、元プロ野球選手
- 1990年 - 金香里、声優
- 1990年 - アレックス・ディカーソン、プロ野球選手
- 1991年 - 澤田崇、サッカー選手
- 1991年 - 瀬戸花、グラビアアイドル
- 1992年 - 椿原愛、グラビアアイドル
- 1992年 - 本宮佳奈、声優
- 1992年 - 中村佳穂、シンガーソングライター
- 1992年 - ジェニー・ベヘマー、フィギュアスケート選手
- 1992年 - 川岸祐輔、元サッカー選手
- 1992年 - 安江嘉純、元プロ野球選手
- 1993年 - 伊藤かりん、タレント、元アイドル（元乃木坂46）
- 1993年 - ガブリエル・イノア、プロ野球選手
- 1994年 - 礒部花凜、女優、声優、歌手
- 1994年 - 山田満夫、サッカー選手
- 1994年 - 山田真子、プロボクサー
- 1994年 - 星蘭ひとみ、女優、元宝塚歌劇団専科娘役
- 1994年 - 美間優槻、元プロ野球選手
- 1995年 - リ・ジヒャン、フィギュアスケート選手
- 1995年 - 奥村展征、プロ野球選手
- 1996年 - 堀池亮介、フジテレビアナウンサー
- 1996年 - 福江ななか、グラビアアイドル、レースクイーン
- 1996年 - 粟飯原尚平、サッカー選手
- 1997年 - 八木彬、プロ野球選手
- 1999年 - 陶山恵実里、声優、アイドル（元虹のコンキスタドール）
- 1999年 - 西垣匠、俳優
- 1999年 - 藤村怜、サッカー選手
- 2000年 - 入山海斗、プロ野球選手
- 2000年 - 清宮虎多朗、プロ野球選手
- 2001年 - 柴田壮介、サッカー選手
- 2002年 - 大谷芽衣[2]、バレーボール選手
- 2003年 - 増田彩乃、モデル、アイドル（CUTIE STREET、A♡Z、元Lapilaz）
- 2006年 - KYUJIN、アイドル （NMIXX）
- 2010年 - 松尾そのま、子役、モデル

- 生年不詳 - 高橋美樹、アナウンサー
- 生年不詳 - 千早真央、女優、元宝塚歌劇団雪組
- 生年不詳 - あさむらまほり、声優
- 生年不詳 - 角田紗里、声優
- 生年不詳 - 熊野哲也、声優
- 生年不詳 - 黒瀬浩二、声優
- 生年不詳 - 島形麻衣奈、声優
- 生年不詳 - 中野慎太郎、声優
- 生年不詳 - 三谷綾子、声優
- 生年不詳 - 宮瀬玲奈、声優、アイドル (22/7)

### 人物以外（動物など）
- 2009年 - ホッコータルマエ、競走馬、種牡馬

## 忌日

### 人物

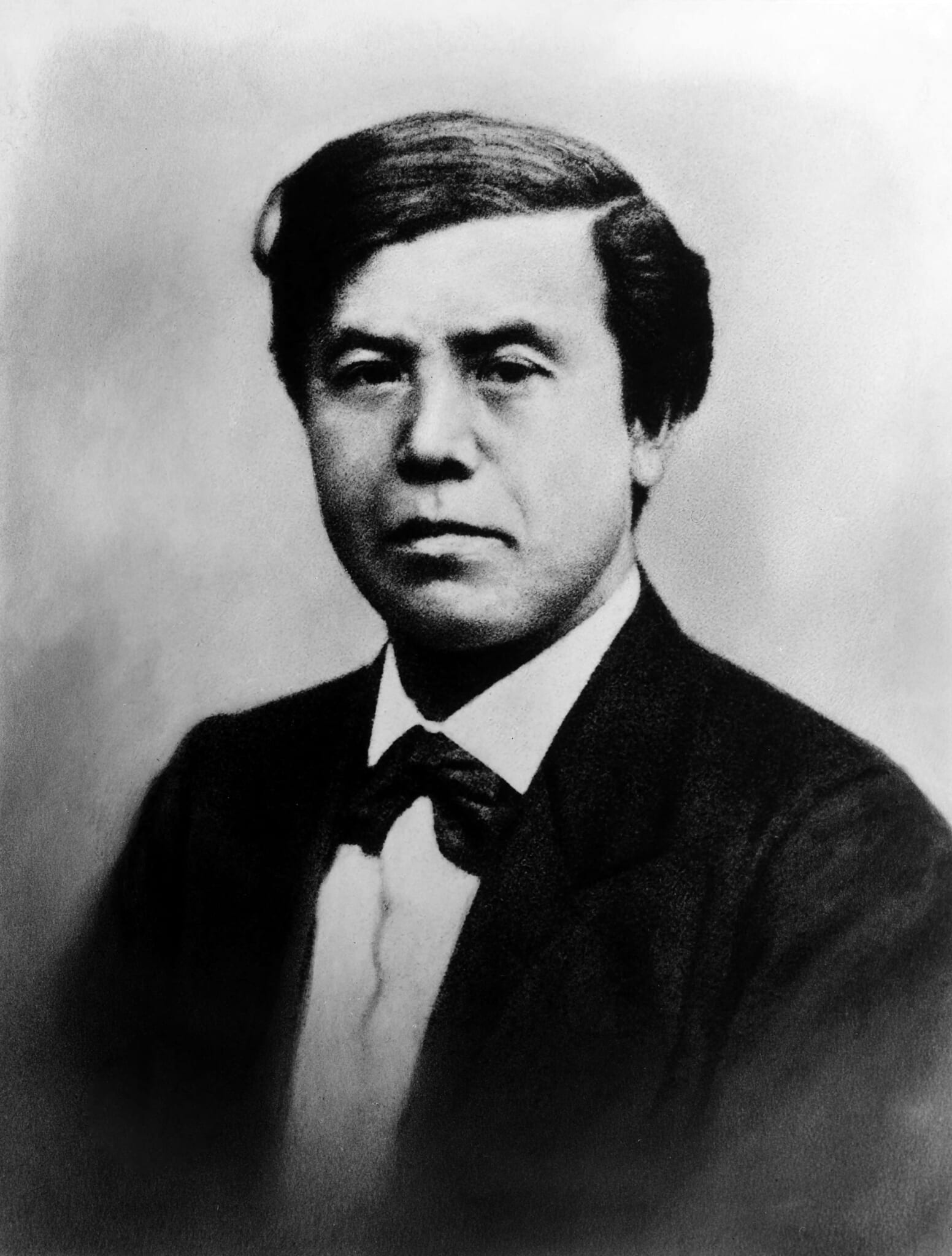
維新期の長州閥巨頭、木戸孝允(1833-1877)没。幕末期に桂小五郎の名前で活躍。剣の達人でありながら、危難に際して逃げに徹したことから「逃げの小五郎 」の異名で知られる。

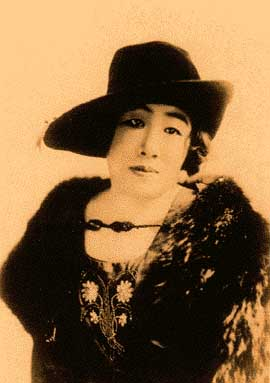
『蝶々夫人』で成功したオペラ歌手、三浦環(1884-1946)没。

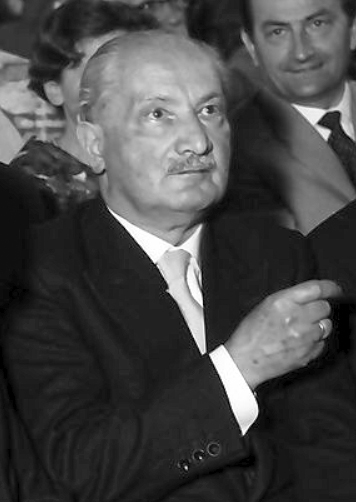
哲学者マルティン・ハイデッガー(1889-1976)没。

- 1359年（正平14年/延文3年4月29日） - 阿野廉子、後醍醐天皇の寵妃、後村上天皇の生母（* 1301年）
- 1421年 - メフメト1世、第5代オスマン帝国スルタン（* 1377年）
- 1499年（明応8年4月17日） - 小早川敬平、戦国武将（* 1452年）
- 1512年 - バヤズィト2世、第8代オスマン帝国スルタン（* 1447年）
- 1584年（天正12年4月17日） - 蒲生賢秀、戦国武将（* 1534年）
- 1615年（元和元年4月29日） - 塙直之（塙団右衛門）、戦国武将（* 1567年）
- 1620年（元和6年4月24日） - ウィリアム・アダムス（三浦按針）、航海士（* 1564年）
- 1625年（寛永2年4月20日） - 日秀尼、豊臣秀吉の姉（* 1534年）
- 1644年 - アルフォンソ3世・デステ、モデナ・レッジョ公（* 1591年）
- 1685年 - カール2世、プファルツ選帝侯（* 1651年）
- 1703年 - サミュエル・ピープス、イングランドの海軍大臣、日記作家（* 1633年）
- 1709年（宝永6年4月17日） - 本多忠常、郡山藩主（* 1661年）
- 1727年 - フランチェスコ・ファルネーゼ、パルマ公（* 1678年）
- 1762年 - アレクサンダー・ゴットリープ・バウムガルテン、思想家（* 1714年）
- 1767年 - ハインリヒ、プロイセン王族（* 1747年）
- 1816年 - アドリアン・ツィング、版画家、画家（* 1734年）
- 1821年 - コンスタンス・マイエール、画家（* 1775年）
- 1828年 - ジョン・オクスリー、探検家（* 1785年）
- 1872年 - ウィリアム・スティンプソン、動物学者（* 1832年）
- 1877年 - 木戸孝允（桂小五郎）、明治維新三傑の1人（* 1833年）
- 1881年 - ヤーコプ・ベルナイス、言語学者（* 1824年）
- 1883年 - エドワード・サビーン、天文学者（* 1788年）
- 1888年 - アスカニオ・ソブレロ、化学者（* 1812年）
- 1894年 - 初代三遊亭萬橘、寄席芸人（* 1847年）
- 1907年 - アイダ・サクストン・マッキンリー（英語版）、第25代アメリカ合衆国大統領ウィリアム・マッキンリーの妻（* 1847年）
- 1912年 - アマーリエ、リトアニア王ミンダウガス2世の妃（* 1865年）
- 1913年 - 坪井正五郎、自然人類学者（* 1863年）
- 1919年 - 初代柳家小せん、落語家（* 1883年）
- 1922年 - エルネスト・ソルベー、化学者（* 1838年）
- 1922年 - オーレリア・デ・ソウザ、画家（* 1866年）
- 1924年 - ヴィクター・ハーバート、作曲家（* 1859年）
- 1926年 - フランク・ネルソン・コール、数学者（* 1861年）
- 1932年 - 関根正直、日本文学者（* 1860年）
- 1932年 - 白川義則、陸軍大臣、上海派遣軍司令官（* 1869年）
- 1932年 - 武田千代三郎、内務官僚、教育者、スポーツ指導者（* 1867年）
- 1935年 - 河島敬蔵、教育者、英文学者、翻訳家（* 1859年）
- 1938年 - ジョン・ジェイコブ・アベル（英語版）、生化学者、薬理学者（* 1857年）
- 1938年 - 佐々木忠次郎、昆虫学者（* 1857年）
- 1939年 - チャールズ・ホレス・メイヨー（英語版）、医師、メイヨー・クリニックの共同創設者（* 1865年）
- 1940年 - ヴィルヘルム、ドイツ皇太子ヴィルヘルムの長男（* 1906年）
- 1942年 - イェジー・ソスノフスキ、ポーランドの情報員（* 1896年）
- 1945年 - 織田萬、法学者、京都帝国大学名誉教授、常設国際司法裁判所判事、関西大学学長、財団法人立命館名誉総長（* 1868年）
- 1946年 - 三浦環、ソプラノ歌手（* 1884年）
- 1948年 - 阿部勝雄、日本海軍の中将（* 1891年）
- 1951年 - リンカーン・エルズワース、探検家（* 1880年）
- 1955年 - アルベルト・アスカーリ、F1レーサー（* 1918年）
- 1956年 - アル・シモンズ、元プロ野球選手（* 1902年）
- 1959年 - エド・ウォルシュ、元プロ野球選手（* 1881年）
- 1959年 - 高松棟一郎、ジャーナリスト、元サンデー毎日編集長（* 1911年）
- 1963年 - シャロン・リン（英語版）、女優（* 1901年）
- 1971年 - 左卜全、俳優（* 1894年）
- 1972年 - 薄田研二、俳優（* 1898年）
- 1973年 - 下川凹天、漫画家、アニメーション作家（* 1892年）
- 1973年 - カール・レーヴィット、哲学者（* 1897年）
- 1974年 - シルビオ・モーザー、F1レーサー（* 1941年）
- 1976年 - マルティン・ハイデッガー、哲学者（* 1889年）
- 1976年 - エドガー・ムーン、テニス選手（* 1904年）
- 1977年 - 藤森成吉、小説家、劇作家（* 1892年）
- 1978年 - タマーラ・カルサヴィナ、バレリーナ（* 1885年）
- 1982年 - 植村環、婦人運動家、牧師（* 1890年）
- 1983年 - 東龍太郎、政治家、東京都知事、日本赤十字社社長（* 1893年）
- 1986年 - 松本忠助、公明党衆議院議員（* 1914年）
- 1987年 - 服部一郎、実業家、元セイコーインスツル社長、初代セイコーエプソン社長（* 1932年）
- 1989年 - 鷹司和子、昭和天皇の第三皇女（* 1929年）
- 1989年 - フィニアス・ニューボーン、ジャズピアニスト（* 1931年）
- 1997年 - 水城蘭子、女優、声優（* 1929年）
- 1997年 - 益田佳於、暴力団山口組顧問、益田組組長（* 1930年）
- 1998年 - 大城のぼる、漫画家、イラストレーター（* 1905年）
- 1998年 - エミリ・ブラギンスキー、脚本家（* 1921年）
- 1998年 - 猪子利男、元プロ野球選手（* 1921年）
- 1999年 - パウル・ザッハー、指揮者（* 1906年）
- 2000年 - 山村聰、俳優（* 1910年）
- 2001年 - 池本正夫、政治家、元京都府宇治市長（* 1920年）
- 2001年 - ヴィットリオ・ブランビラ、F1レーサー（* 1937年）
- 2002年 - マモ・ウォルデ、陸上競技選手（* 1932年）
- 2002年 - しんがぎん、漫画家（* 1972年）
- 2003年 - メリタ・ブルナー、フィギュアスケート選手（* 1907年）
- 2003年 - 吉武泰水、建築家（* 1916年）
- 2003年 - キャスリーン・ウィンザー（* 1919年）
- 2005年 - エディ・アルバート、俳優（* 1906年）
- 2005年 - 上田卓三、日本社会党副委員長、部落解放同盟委員長（* 1938年）
- 2005年 - ルース・ラレード、ピアニスト（* 1937年）
- 2006年 - 山本英一郎、日本野球連盟会長（* 1919年）
- 2006年 - テッド・シュローダー、テニス選手（* 1921年）
- 2006年 - アラン・コトック、情報工学者（* 1941年）
- 2006年 - エドゥアール・ミシュラン、実業家（* 1963年）
- 2007年 - 小西甚一、日本文学者、比較文学者（* 1915年）
- 2007年 - 伊藤勲、元プロ野球選手（* 1942年）
- 2008年 - ハーヴェイ・コーマン、コメディアン、俳優（* 1927年）
- 2008年 - シドニー・ポラック、映画監督（* 1934年）
- 2009年 - 石川松太郎、教育学者（* 1926年）
- 2009年 - 栗本薫（中島梓）、小説家（* 1953年）
- 2009年 - マーカ・テンドー、マジシャン（* 1960年）
- 2009年 - ロナルド・タカキ、歴史学者、民俗学者（* 1939年）
- 2010年 - 城丸章夫、教育学者、千葉大学名誉教授（* 1917年)
- 2010年 - 針生一郎、美術評論家、和光大学名誉教授（* 1925年)
- 2011年 - 永谷博、実業家、元永谷園社長（* 1929年）
- 2012年 - 宮澤弘、政治家、内務官僚（* 1921年）
- 2012年 - ハンス・シュミット、プロレスラー（* 1925年）
- 2012年 - アルテュル・デカボーテル、サイクルロードレーサー（* 1936年）
- 2013年 - ジャック・ヴァンス、SF作家（* 1916年）
- 2014年 - 愛新覚羅顕琦、第10代粛親王善耆の末娘（* 1918年）
- 2014年 - 黒部亨、作家（* 1929年）
- 2014年 - 石飛卓美、SF作家（* 1951年）
- 2014年 - 山路慎一、レーシングドライバー（* 1964年）
- 2014年 - マヌエル・ウリベ、元「存命中の世界で最も太っている人間」のギネス記録保持者（* 1965年）
- 2015年 - 中村敏夫、テレビプロデューサー、フジクリエイティブコーポレーション顧問（* 1938年）
- 2015年 - 富田勝、元プロ野球選手（* 1946年）
- 2016年 - 金森修、哲学研究者（* 1954年）
- 2017年 - ズビグネフ・ブレジンスキー、政治学者、元アメリカ合衆国国家安全保障問題担当大統領補佐官（* 1928年）
- 2017年 - ラウラ・ビアジョッティ（英語版）、実業家、ファッションデザイナー（* 1943年）
- 2018年 - 津本陽、小説家（* 1929年）
- 2018年 - アラン・ビーン、宇宙飛行士（* 1932年）
- 2018年 - ロジェ・ピアントニ、サッカー選手（* 1932年）
- 2018年 - 古賀力、シャンソン歌手、作詞家、訳詩家（* 1934年）
- 2018年 - 安崎暁、実業家、元小松製作所代表取締役社長、元日本建設機械工業会会長（* 1937年）
- 2018年 - テッド・ダブニー（英語版） 、電子工学者、アタリ共同創業者（* 1937年）
- 2018年 - 横山和正、空手家、映画俳優（* 1958年）
- 2019年 - プレーム・ティンスーラーノン、軍人、政治家、元タイ王国首相（* 1920年）
- 2019年 - バート・スター、元アメリカンフットボール選手（* 1934年）
- 2020年 - スタンレー・ホー、実業家、カジノ経営者（* 1921年）
- 2020年 - イスマイル・ハック・カラダユ、軍人、第22代トルコ共和国参謀総長（* 1932年）
- 2020年 - クリフ・ペニントン、元アイスホッケー選手、1960年スコーバレーオリンピック銀メダリスト（* 1940年）
- 2020年 - アンソニー・ジェームズ、俳優、画家（* 1942年）
- 2020年 - グリン・パードー、元サッカー選手（* 1946年）
- 2021年 - 金国柱、独立運動家、元軍人（* 1924年）
- 2021年 - 高橋裕、河川工学者、東京大学名誉教授（* 1927年）
- 2021年 - ポール・ソールズ、俳優、声優（* 1930年）
- 2021年 - 越智道雄、翻訳家、明治大学名誉教授（* 1936年）
- 2021年 - 野澤源二郎[3]、実業家、元ノザワ社長（* 1935年）
- 2021年 - 船戸順、俳優（* 1938年）
- 2021年 - 根岸右司、洋画家、元日展副理事長（* 1938年）
- 2021年 - タルチシオ・ブルニチ、元サッカー選手、指導者（* 1939年）
- 2021年 - 8代目一龍斎貞山、講談師（* 1947年）
- 2022年 - チリアーコ・デ・ミータ、政治家、第46代目イタリア首相（* 1928年）
- 2022年 - アラン・ホワイト、ドラマー（元イエス）（* 1949年）
- 2022年 - レイ・リオッタ、俳優（* 1954年）
- 2022年 - アンディ・フレッチャー、ミュージシャン（元デペッシュ・モード）（* 1961年）
- 2023年 - 内山徹[4]、実業家、元東急百貨店社長（* 1931年）
- 2023年 - 林文月、翻訳家、日本文学研究者（* 1933年）
- 2024年 - 森嶌昭夫、法学者、名古屋大学名誉教授、元損害保険料率算出機構理事長（* 1934年）
- 2024年 - ニキータ山下、アナウンサー、歌手、声楽指導者（* 1937年）

### 人物以外（動物など）
- 2016年 - はな子、アジアゾウ（* 1947年）

## 記念日・年中行事

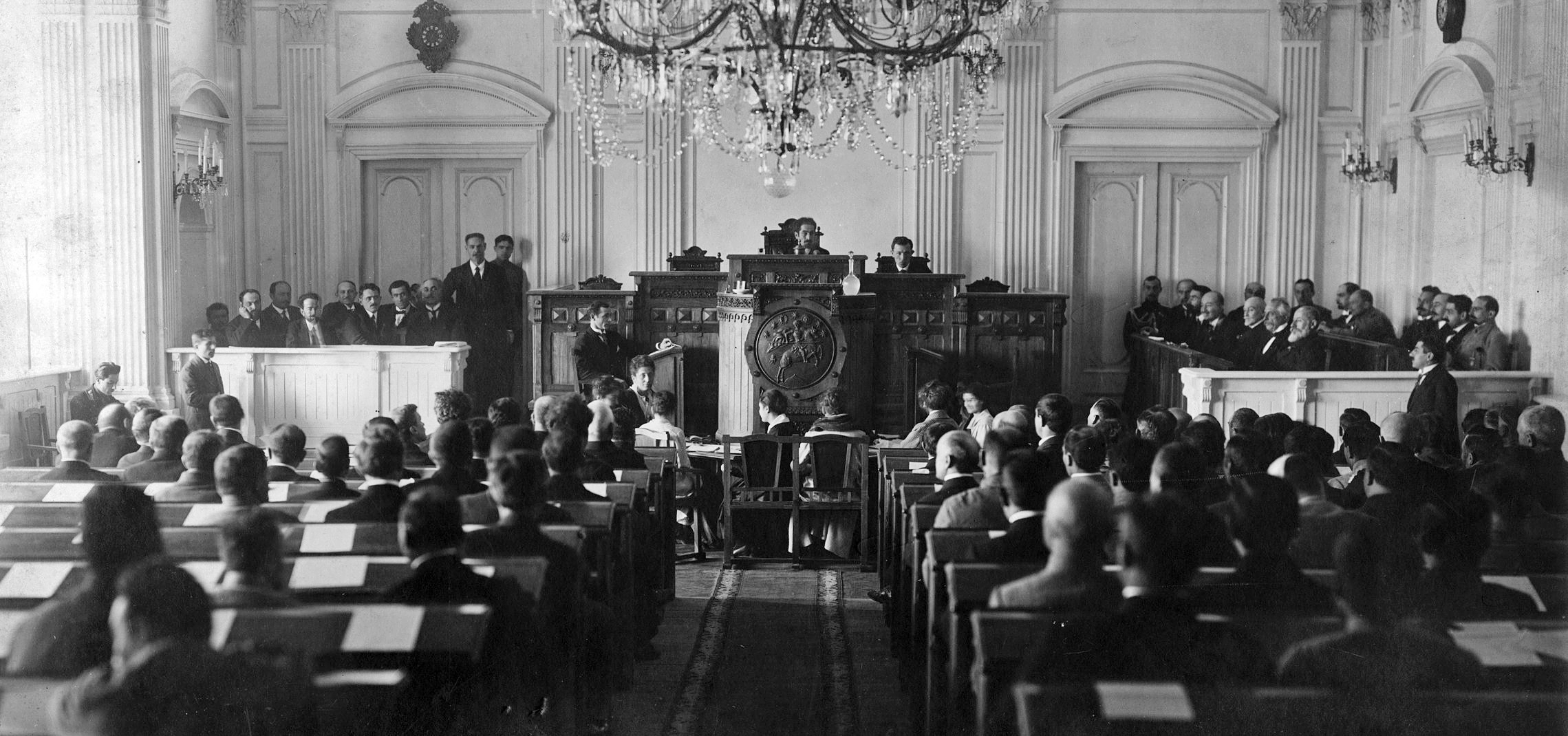
グルジア民主共和国が独立を宣言(1918)

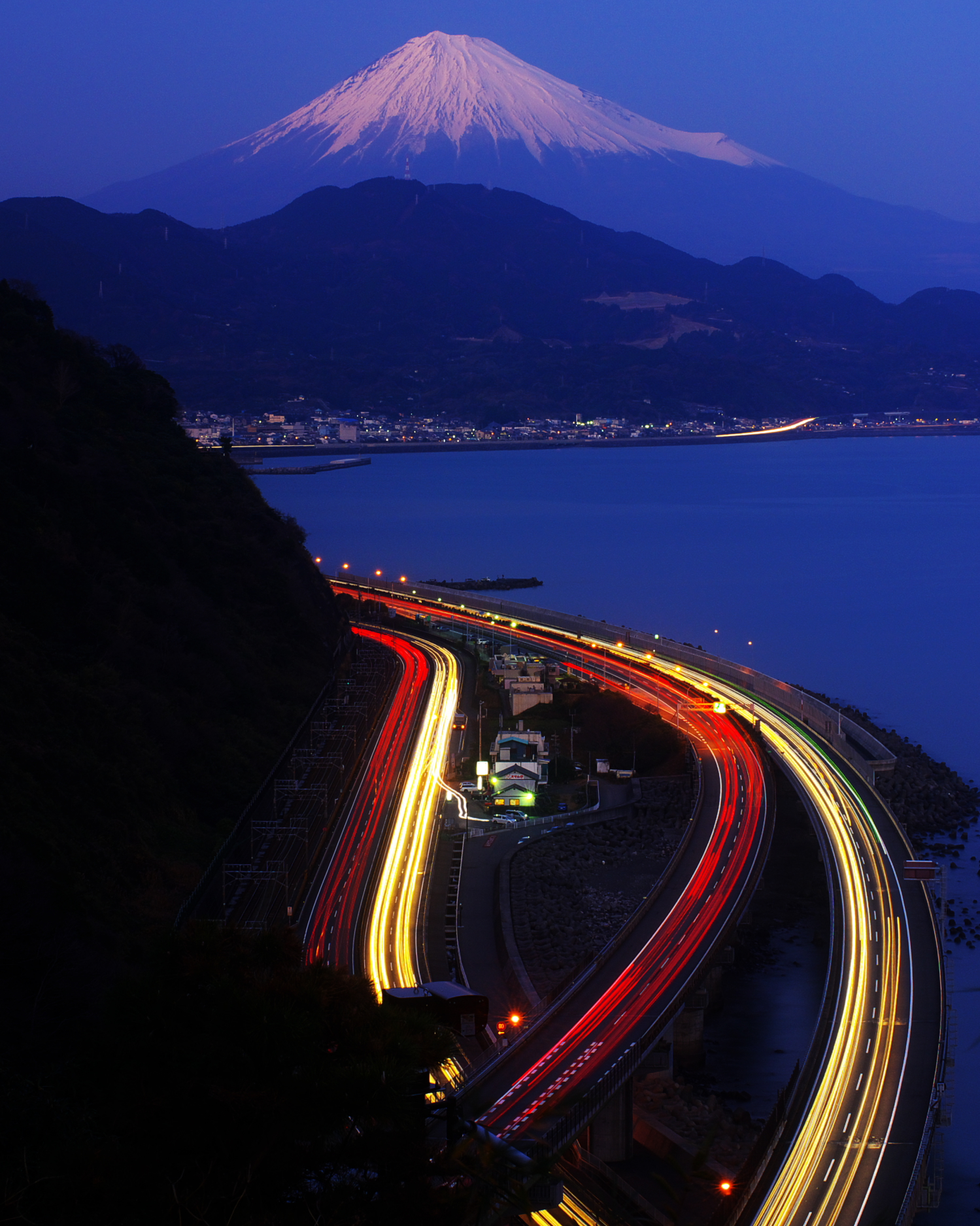
東名高速道路(1969)全線開通

- 独立記念日（ ジョージア）
1918年のこの日にザカフカース民主連邦共和国が崩壊し、同日グルジア民主共和国として建国を宣言したのを記念[5]。
- 独立記念日（ ガイアナ）
1966年のこの日、イギリスから独立したことを記念[6]。
- 母の日（ ポーランド）
- ル・マンの日
1923年のこの日、フランスのル・マンで第1回ル・マン24時間レースが開催された[7]ことから。
- ラッキーゾーンの日（ 日本）
1947年のこの日に阪神甲子園球場にラッキーゾーンが設置されたことを記念[8][9]。
- 東名高速道路全通記念日（ 日本）
1969年のこの日に東名高速道路大井松田IC - 御殿場IC間が開通し、東京都から愛知県小牧市までの全線が開通したことから。
- 秋田県民防災の日（ 日本 秋田県）
1983年のこの日に日本海中部地震が発生し、津波などにより104名の犠牲者を出したことから[10]。
- エルサレムの日（イスラエル）
イスラエルが1967年の第3次中東戦争で東エルサレムを占領したことを記念する[11]